# Laguna Chakanbakán
El Chakanbakán es una laguna de México que se ubica en el sur del estado de Quintana Roo dentro de en el "ejido Om" cerca de la comunidad de "Nicolás Bravo" en el municipio de Othón P. Blanco.
Utilizada por los poblases de Nicolas Bravo como atractivo ecoturístico, principalmente para el camping, observacional de aves, mono araña y jaguar.

## ¨Xuch”, Socavones del 2018
La mañana del 21 de agosto de 2016 habitantes de la comunidad de "Nicolas Bravo" compartieron en redes sociales la misteriosa desaparición del casi 40% de la laguna. Este incidente lo cual afecta el aprovechamiento turístico del cuerpo lagunar por lo que pidieron apoyo para investigar el suceso. Por lo que en pocas horas capto la atención de los medios locales y nacionales.
El Secretarío de Ecología y Medio Ambiente (SEMA), Alfredo Arellano, indicó que se encuentran analizando las causas del vaciamiento del cuerpo de agua y explicó que “muy probablemente se debió a un proceso natural, propio de los suelos cársticos de la Península de Yucatán. Es un fenómeno ya estudiado en sistemas cársticos, donde los suelos son de carbonato de calcio y, el fondo de la laguna pudo haber colapsado. De hecho así se han formado muchos cenotes, en donde el techo de la caverna, que en este caso sería el fondo de la laguna, se abre y da paso a un cenote abierto, hacia el fondo".